# Фрейзер, Саймон, 16-й лорд Ловат
Саймон Кристофер Джозеф Фрейзер, 16-й лорд Ловат и 5-й барон Ловат (англ. Simon Christopher Joseph Fraser, 16th Lord Lovat and 5th Baron Lovat; родился 13 февраля 1977 года) — шотландский наследственный пэр и глава клана Фрейзер из Ловата после смерти своего деда в 1995 году.

## Титулы
Будучи юридически 16-м лордом Ловатом, он обычно упоминается как 18-й лорд, а также как 25-й Макшимид (гэльский: «сын Саймона»), традиционный титул вождей клана Фрейзер. Он также носит феодальный титул — барон Каслхилл.

## Биография
Родился 13 февраля 1977 года. Старший сын Саймона Фрейзера, мастера Ловата (1939—1994), и его жены Вирджинии (урожденной Гроуз). Он внук 15-го лорда Ловата. У него есть две старшие сестры, Вайолет (р. 1972) и Хонор (р. 1973) и один младший брат, Джек (р. 1984). Хонор Фрейзер — бывшая фотомодель.
Саймон Фрейзер учился в школе Харроу и окончил Эдинбургский университет.
Будучи еще в Харроу, он принял титул лорда Ловата после смерти своего деда в 1995 году. Его отец Саймон (тогдашний мастер Ловат и наследник титула) умер в прошлом году во время охоты в семейном поместье Бофорт. Из-за значительных долгов семья была вынуждена продать замок Бофорт.
Он потерял свое место в Палате лордов в 1999 году, когда закон был изменен, чтобы исключить большинство наследственных пэров из Палаты.
Барон Ловат стал биржевым маклером и какое-то время работал в Женеве, прежде чем переехать в Лондон. В настоящее время он работает товарным аналитиком.
14 мая 2016 года в церкви Святого Стефана Уолбрука в Лондоне лорд Ловат женился на Достопочтенной Петре Луизе Палумбо (род. 22 июля 1989), дочери Питера Гарта Палумбо, барона Палумбо (род. 1935) . У них есть дочь.